# Pantophobie
Ne doit pas être confondu avec Panphobie.
 Mise en garde médicale
La pantophobie (du grec πᾶν - pan, lui-même lié à "πᾶς" - pas (« tout ») et φόβος - phobos (« peur »)), également connue sous les noms omniphobie et panophobie, est une phobie non spécifique connue comme étant une peur de tout. Elle est décrite comme étant l'expression d'une « crainte vague et persistante d'un danger inconnu,. » Le terme de panphobie peut également être utilisé, bien qu'en français celui-ci désigne également l'aversion de la pansexualité.

## Histoire
Le terme est utilisé dès 1911 par Théodule-Armand Ribot dans The Psychology of the Emotions. Il décrit cette dernière comme étant un « état où le patient craint tout et n'importe quoi. L'anxiété, plutôt que d'être focalisée sur un objet, va et vient comme dans un rêve et passe d'un objet à l'autre selon les circonstances,. »